# Cucullia artemisiae
Cucullia artemisiae là một loài bướm đêm thuộc họ Noctuidae. Nó được tìm thấy ở miền trung và miền nam châu Âu tới bán đảo Triều Tiên và Nhật Bản và từ miền tây Xibia tới Manchuria. Nó cũng có mặt ở Thổ Nhĩ Kỳ và Trung Á.
Sải cánh dài 37–42 mm. Con trưởng thành bay từ tháng 6 đến tháng 7.
Ấu trùng ăn các loài Artemisia, bao gồm Artemisia absinthium, Artemisia campestris và Artemisia vulgaris. Other recorded food plants include Matricaria và Tanacetum vulgare.

## Hình ảnh

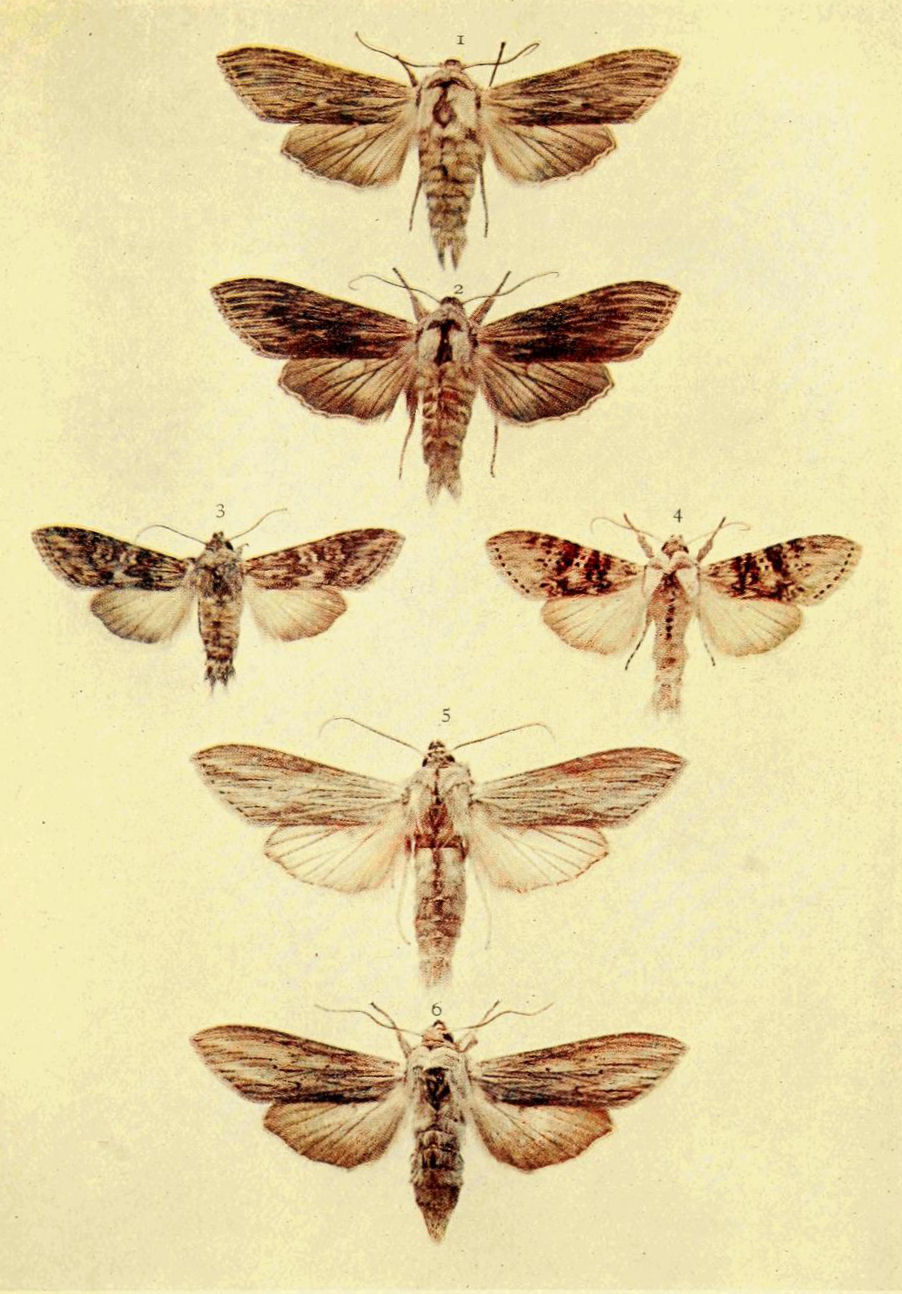